# Xbox Game Studios
Xbox Game Studios, créée en 1994 sous la dénomination Microsoft Game Studios (aussi appelée Microsoft Games puis Microsoft Studios), est une société détenue par Microsoft qui développe et édite des jeux vidéo pour les plates-formes estampillées Microsoft Windows ou les consoles Xbox, Xbox 360, Xbox One et Xbox Series.

## Historique
(avril 2024).
Si vous disposez d'ouvrages ou d'articles de référence ou si vous connaissez des sites web de qualité traitant du thème abordé ici, merci de compléter l'article en donnant les références utiles à sa vérifiabilité et en les liant à la section « Notes et références ».

### Années 1990
- Microsoft Games est créée en 1994

Logo de la société entre 1994 et 2009

- En 1996, le jeu du Démineur est créée.

- En 1997, Close Combat : Un pont trop loin est créée.

- En 1998, Microsoft Baseball 3D 1998 Edition est créée.

- En 1999, Links Extreme est créée.

### Années 2000

Logo de la société entre 2001 et 2011

- En 2000, Microsoft Baseball 2000 est créée.

- Le 15 novembre 2001, sortie de la 1re Xbox aux États-Unis et au Canada. C'est le 2e évènement qui a donné naissance à Microsoft Studios (précédemment Microsoft Games Studios) après la sortie de Halo: Combat Evolved, qui, le même jour de la même année, donne naissance à la série Halo.

- En août 2002, Microsoft Studios fait l'acquisition du studio Rare, qui développe jusqu'alors exclusivement pour Nintendo. Parallèlement, des rumeurs font état de rapprochements entre Microsoft et des compagnies japonaises comme Sega, Namco, Square Enix, ou même Nintendo. La raison est essentiellement que le marché japonais n'a jamais vraiment pu être exploité par Microsoft et reste peu rentable, contrairement aux marchés américain et européen.

- En 2003, Voodoo Vince est créée.

- En 2004, la saga Fable voit le jour le 14 septembre avec le 1er Fable.

- Le 22 novembre 2005, sortie de la 2e console fabriquée par Microsoft avec la commercialisation de la Xbox 360, soit 4 ans et 1 semaine après la première Xbox.

- En 2006, Viva Piñata est créée.

- En 2007, Shadowrun est créée.

- En 2008, Viva Piñata : Pagaille au paradis est créée.

- En 2009, Forza Motorsport 3 est créée.

### Années 2010

Logo de la société entre 2011 et 2019

- En 2010, Kinect Sports est créée. Le périphérique Kinect est sorti la même année.

- Microsoft Games Studios change de nom et devient Microsoft Studios juste après avoir édité Minecraft sur Xbox 360 le 19 novembre 2011.

- En 2012, Microsoft Minesweeper est créée.

- En janvier 2013 Microsoft renomme Microsoft London Studio en Lift London[1].
- Le 21 mai 2013, Microsoft dévoile sa nouvelle console de salon, la Xbox One.
- Le 22 novembre 2013, la Xbox One sort dans 13 pays à travers le monde, soit 8 ans après la Xbox 360, et 12 ans après la première Xbox.
- En janvier 2014, Microsoft Studios fait l'acquisition de la franchise Gears of War auprès du studio Epic Games. Le développement du prochain épisode est confié à Black Tusk Studios[2]
- En mars 2014, Microsoft annonce la compatibilité de son nouveau API DirectX 12 avec la Xbox One[3].
- Fin mars 2014, Phil Spencer est nommé à la tête de la division Xbox ainsi que de Microsoft Studios[4].
- Le 31 mai 2014, Microsoft annonce avoir acquis les droits de Rise of Nations[5].
- En juillet 2014, Microsoft annonce une restructuration de l'entreprise et décide de fermer Xbox Entertainment Studios qui produisait des séries liées à certains jeux édités par Microsoft[6].
- Le 15 septembre 2014, Microsoft annonce le rachat du studio suédois Mojang (créateur de Minecraft) pour la somme de 2,5 milliards de dollars (USD) soit environ 1.9 milliard d'euros[7].

- Le 15 juin 2015, durant la conférence E3, Microsoft annonce 2 nouvelles licences pour la Xbox One : Sea of Thieves et Recore. Une démonstration du casque à réalité augmentée Microsoft HoloLens avec Minecraft est également réalisée.

- En 2016 et à la suite de la fermeture de Lionhead Studios et alors que Fable Legends est en bêta fermée, la licence Fable est abandonnée sous cette forme par Microsoft.

- En 2017, Forza Motorsport 7 est sortie.

- Le 10 juin 2018, lors de l'E3 2018, Microsoft a annoncé l'acquisition de Ninja Theory, Playground Games, Undead Labs et Compulsion Games, ainsi que l'ouverture d'un nouveau studio à Santa Monica, en Californie, intitulé The Initiative, qui sera dirigé par l'ancien chef du studio Crystal Dynamics, Darrell Gallagher[8].
- Le 10 novembre 2018, lors du X018 tenu à Mexico, Microsoft annonce l'acquisition d'Obsidian Entertainment et InXile Entertainment.

Logo de la société depuis 2019

- Le 5 février 2019, lors de l'Inside Xbox, Microsoft annonce le changement de nom en mettant en avant la marque Xbox. Microsoft Studios devient désormais Xbox Game Studios [9]
- Le 9 juin 2019, lors de l'E3 2019, Microsoft annonce l’acquisition de Double Fine Productions, ainsi que la création d'un nouveau studio dédié à la franchise Age of Empires, dirigé par Shannon Loftis. Le même jour, Phil Spencer évoque brièvement la prochaine console, ayant pour nom de code Project Scarlett.
- Le 12 décembre 2019, la Xbox Series est dévoilée lors des Game Awards 2019.

### Années 2020
- Le 21 septembre 2020, Microsoft annonce, via son blog, son intention de rachat de ZeniMax Media, la maison-mère de Bethesda Softworks ainsi que tous les studios qui leur appartiennent[10].
- Le 10 novembre 2020, les Xbox Series sort à l'international, soit 7 ans après la Xbox One, 15 ans après la Xbox 360, et 19 ans après la première Xbox[11].
- Le 15 décembre 2020, Mahjong by Microsoft est sorti.
- Le 9 mars 2021, le rachat de ZeniMax Media et de ses studios est officialisé par le blog de Microsoft[12].
- Le 18 janvier 2022, Microsoft annonce son intention de rachat d'Activision Blizzard[13].
- Le 26 avril 2023, la CMA bloque la fusion d'Activision Blizzard avec Microsoft[14].
- Le 13 octobre 2023, la CMA approuve définitivement le rachat d'Activision Blizzard par Microsoft[15].
- Le 13 octobre 2023, le rachat d'Activision Blizzard King est officialisé par le blog de Microsoft[16].
- Le 26 octobre 2023, grâce à des sources internes, le journal The Verge révèle une restructuration d'Xbox Game Studios par Microsoft. Matt Booty est promu président du continu vidéoludique et des studios, ce qui inclut une supervision de ZeniMax, dont le PDG est Jamie Leder, et de Bethesda, toujours administré par Bobby Kotick. Il assure également la communication entre ces différents studios. Sarah Bond devient quant à elle présidente d'Xbox, ce qui la rend responsable de la stratégie d'entreprise et de la gestion logicielle et matérielle[17],[18].
- En novembre 2023, Alan Hartman, alors directeur du studio Turn 10 (Forza), devient le directeur de Xbox Game Studios[19],[20].
- Le 25 janvier 2024, Xbox annonce le licenciement de 1900 employés, majoritairement chez Activision Blizzard[21].
- Le 7 mai 2024, Microsoft annonce la fermeture d'Arkane Austin, Tango Gameworks, Alpha Dog Games et Roundhouse Games[22],[23].
- Le 14 octobre 2024, Matt Booty annonce dans un courriel envoyé aux employés que le directeur d'Xbox Game Studios, Alan Hartman, prendra sa retraite fin novembre après plus de 30 ans passés chez Microsoft. Il sera remplacé par Craig Duncan, directeur de Rare depuis 15 ans[24],[20],[25].
- Le 2 juillet 2025, dans le cadre de licenciement chez Microsoft, The Initiative est fermé[26].

## Produits notables
- Xbox : console de jeux vidéo de sixième génération.
- Xbox 360 : console de jeux vidéo de septième génération.
- Xbox One : console de jeux vidéo de huitième génération.
- Xbox Series X et S : consoles de jeux vidéo de neuvième génération.
- XNA : environnement de développement intégré.
- API DirectX : bibliothèque graphique pour Windows et Xbox One.

## Identité visuelle

Logo de la société entre 1994 et 2009
Logo de la société entre 2001 et 2011
Logo de la société entre 2011 et 2019
Logo de la société depuis 2019

## Filiales
Microsoft possède 29 studios de développement dans le monde entier, dont 5 labels d'édition. 
| Label d'édition                    | Nom                                 | Localisation              | Création | Rachat                                                  | Notes                                                                                                 |
| ---------------------------------- | ----------------------------------- | ------------------------- | -------- | ------------------------------------------------------- | --- |
| Xbox Game Studios                  | Halo Studios                        | Redmond, États-Unis       | 2007     | —                                                       | Développeur de la franchise Halo.                                                                     |
| Xbox Game Studios                  | Compulsion Games                    | Montréal, Canada          | 2009     | 2018                                                    | Développeur de We Happy Few.                                                                          |
| Xbox Game Studios                  | Double Fine Productions             | San Francisco, États-Unis | 2000     | 2019                                                    | Développeur de Psychonauts et Broken Age.                                                             |
| Xbox Game Studios                  | inXile Entertainment                | Newport Beach, États-Unis | 2002     | 2018                                                    | Développeur de Wasteland.                                                                             |
| Xbox Game Studios                  | Mojang Studios                      | Stockholm, Suède          | 2009     | 2014                                                    | Développeur de Minecraft.                                                                             |
| Xbox Game Studios                  | Ninja Theory                        | Cambridge, Angleterre     | 2000     | 2018                                                    | Développeur de Kung Fu Chaos, Heavenly Sword, DmC: Devil May Cry, et Hellblade: Senua's Sacrifice.    |
| Xbox Game Studios                  | Obsidian Entertainment              | Irvine, États-Unis        | 2003     | 2018                                                    | Développeur de The Outer Worlds et Pillars of Eternity.                                               |
| Xbox Game Studios                  | Playground Games                    | Leamington, Angleterre    | 2010     | 2018                                                    | Développeur de Forza Horizon et Fable.                                                                |
| Xbox Game Studios                  | Rare                                | Twycross, Angleterre      | 1985     | 2002                                                    | Developpeur de Battletoads, Killer Instinct, Banjo-Kazooie, Perfect Dark, Sea of Thieves et Everwild. |
| Xbox Game Studios                  | The Coalition                       | Vancouver, Canada         | 2010     | —                                                       | Développeur de Gears of War.                                                                          |
| Xbox Game Studios                  | Turn 10 Studios                     | Redmond, États-Unis       | 2001     | —                                                       | Développeur de Forza Motorsport et de Forza Horizon.                                                  |
| Xbox Game Studios                  | Undead Labs                         | Seattle, États-Unis       | 2009     | 2018                                                    | Développeur de State of Decay.                                                                        |
| Xbox Game Studios                  | World's Edge                        | Redmond, États-Unis       | 2019     | —                                                       | Développeur de Age of Empires.                                                                        |
| Xbox Game Studios                  | Xbox Game Studios Publishing        | Redmond, États-Unis       | —        | —                                                       | Filiale d'édition des jeux Xbox Game Studios.                                                         |
| Bethesda Softworks / ZeniMax Media |                                     |                           |          |                                                         | |
| Arkane Studios                     | Lyon, France                        | 1999                      | 2021     | Développeur de Dishonored, Prey et Deathloop.           | |
| Bethesda Game Studios              | Rockville, États-Unis               | 2001                      | 2021     | Développeur de The Elder Scrolls, Fallout et Starfield. | |
| MachineGames                       | Uppsala, Suède                      | 2009                      | 2021     | Développeur de Wolfenstein et Quake.                    | |
| id Software                        | Richardson, États-Unis              | 1991                      | 2021     | Développeur de Doom, Quake et Rage.                     | |
| ZeniMax Online Studios             | Hunt Valley, États-Unis             | 2007                      | 2021     | Développeur de The Elder Scrolls Online et Fallout 76.  | |
| Activision Blizzard / King         |                                     |                           |          |                                                         | |
| Beenox                             | Québec, Canada                      | 2000                      | 2023     | Développeur sur la franchise Call of Duty.              | |
| Blizzard Entertainment             | Irvine, États-Unis                  | 1991                      | 2023     | Développeur de Overwatch, World of Warcraft et Diablo.  | |
| DemonWare                          | Dublin, Irlande / Vancouver, Canada | 2003                      | 2023     | Développeur de logiciel tiers.                          | |
| High Moon Studios                  | San Diego, États-Unis               | 2001                      | 2023     | Développeur sur la franchise Call of Duty.              | |
| Infinity Ward                      | Los Angeles, États-Unis             | 2002                      | 2023     | Développeur sur la franchise Call of Duty.              | |
| King                               | Londres, Angleterre                 | 2002                      | 2023     | Développeur de Candy Crush Saga.                        | |
| Raven Software                     | Madison, États-Unis                 | 1990                      | 2023     | Développeur sur la franchise Call of Duty.              | |
| Sledgehammer Games                 | Foster City, États-Unis             | 2009                      | 2023     | Développeur sur la franchise Call of Duty.              | |
| Treyarch                           | Santa Monica, États-Unis            | 1996                      | 2023     | Développeur sur la franchise Call of Duty.              | |
| Elsewhere Entertainment            | Varsovie, Pologne                   | 2024                      | —        | Développeur d'une nouvelle licence.                     | |

### Anciennes filiales
Vente ou séparation
- Access Software/Salt Lake Games Studio/Indie Games — Vendu à Take-Two Interactive
- Bungie Studios — Redevenu indépendant en 2007 - Racheté par Sony / Playstation en 2022
- Lift London — Retiré de l'industrie vidéoludique[28]
- Toys for Bob — Devenu indépendant
- Twisted Pixel Games — Devenu indépendant

Fermeture ou fusion
- Aces Game Studio — Fermé
- Alpha Dog Games — Fermé
- Arkane Austin — Fermé
- BigPark — Fusionné
- Carbonated Games — Fermé
- Digital Anvil — Fusionné [29]
- Ensemble Studios — Fermé
- FASA Studio — Fermé
- Function Studios — Fusionné
- Good Science Studio — Fusionné [30]
- Leap Experience Pioneers — Fusionné
- Lionhead Studios — Fermé
- Microsoft Studios Victoria — Fermé
- Press Play — Fermé
- Roundhouse Games — Fermé
- Soho Productions — Fusionné
- State of the Art (SOTA) — Fusionné
- Tango Gameworks — Fermé en mai 2024 mais racheté en août 2024 par Krafton
- Team Dakota — Fusionné
- The Initiative — Fermé en juillet 2025

## Jeux vidéo

### Principales franchises
Les franchises Minecraft, Age of Empires, Halo, Forza et Gears of War font partie des plus importants succès populaires de la compagnie, les franchises Fable, Ori et Sea of Thieves comptent parmi les plus jolies réussites critiques.
La liste des principales franchises listées ci-dessous tient compte des studios acquis par Microsoft comme Rare, Mojang Studios, Ninja Theory, Bethesda Softworks / ZeniMax Media et Activision Blizzard mais uniquement après les dates de rachats :
- 1982 - Flight Simulator
- 1993 - Doom
- 1997 - Age of Empires
- 2001 - Zoo Tycoon
- 2001 - Halo
- 2001 - Project Gotham Racing
- 2002 - Toutes les franchises de Rare.
- 2003 - Call of Duty
- 2003 - Rise of Nations
- 2004 - Fable
- 2005 - Forza Motorsport
- 2006 - Gears of War
- 2006 - Viva Piñata
- 2007 - Crackdown
- 2009 - Minecraft
- 2012 - Forza Horizon
- 2014 - Toutes les franchises de Mojang Studios.
- 2015 - Ori
- 2018 - Sea of Thieves
- 2018 - Toutes les franchises de Ninja Theory.
- 2018 - Toutes les franchises de Playground Games.
- 2018 - Toutes les franchises d'Undead Labs.
- 2018 - Toutes les franchises de Compulsion Games.
- 2018 - Toutes les franchises d'Obsidian Entertainment.
- 2018 - Toutes les franchises d'inXile Entertainment.
- 2019 - Toutes les franchises de Double Fine Productions.
- 2020 - Grounded
- 2021 - Toutes les franchises de Bethesda Softworks / ZeniMax Media.
- 2021 - Deathloop
- 2022 - Ghostwire: Tokyo
- 2023 - Redfall
- 2023 - Starfield
- 2025 - Avowed
- NC - Everwild